# Sazkar Hanım
Sazkar Hanım (turco ottomano: سازکار خانم, lett. "armonia"; nata Fatma Zekiye Maan; Istanbul, 8 maggio 1873 – Damasco, 1945) è stata una consorte del sultano ottomano Abdülhamid II.

## Biografia

### Origini
Sazkar Hanım nacque l'8 maggio 1873 a Kayalar, Adapazarı, Istanbul. Il suo vero nome era Fatma Zekiye Hanım, e apparteneva alla famiglia Maan, della nobiltà abcasa. Suo padre era Recep Bata Bey Maan, figlio di Osman Bey Maan e nipote di Kats Bey Maan, e sua madre sua moglie Rukiye Havva Hanım, della famiglia principessa abcasa dei Mikanba. Era cugina di Behice Hanım, che alla fine sarebbe diventata anche lei una consorte di Abdülhamid II.
In giovane età, venne presentata alla corte ottomana da Bidar Hanim, una nobildonna abcasa moglie di Çorlulizade Mahmud Celaleddin Pasha. A palazzo Sazkar venne selezionata come consorte e ricevette un'ottima educazione.
Era descritta come alta e bionda, con occhi fra l'azzurro e il verde.

### Consorte Imperiale
Sazkar sposò il sultano Abdülhamid II nel 1890 a Palazzo Yıldız. Dopo il matrimonio le venne dato il titolo di "BaşIkbal". Un anno dopo le nozze, partorì la sua unica figlia.
Nel 1909 Abdülhamid venne deposto ed esiliato a Salonicco. Sazkar rimase con lui per un anno, per poi tornare a Istanbul. Visse prima con sua figlia e poi in una villa a Şişli che divideva con Peyveste Hanım, la sua preferita fra le altre consorti di Abdülhamid. Le due avevano le stanze allo stesso piano e ogni giorno s'incontravano per un caffè o altro, chiacchierare e ricordare i vecchi tempi come Consorti Imperiali.
Erano spesso raggiunge da Şehzade Abdürrahim Hayri, figlio di Abdülhamid II e Peyveste Hanım.

### Esilio e morte
Nel 1924 la dinastia ottomana venne esiliata.
Sazkar, in quanto consorte di un sultano deposto e defunto (Abdülhamid II era morto nel 1918) sarebbe potuta rimanere in Turchia, ma scelse di seguire sua figlia in esilio. Vissero a Beirut, in Libano.
Quando sua figlia morì nel 1938, si trasferì a Damasco, in Siria, per stare vicino alla tomba della figlia e dove morì nel 1945. Venne sepolta in città, accanto a sua figlia nel monastero di Solimano.

## Discendenza
Da Abdülhamid II, Sazkar Hanım ebbe una figlia:
- Refia Sultan (15 giugno 1891 - 1938). Si sposò una volta ed ebbe due figlie.